# La Prison de verre
Série
La Prison de verre 2
(2006)
Pour plus de détails, voir Fiche technique et Distribution.
La Prison de verre (The Glass House) est un film américain réalisé par Daniel Sackheim, sorti en 2001.

## Synopsis
Après la mort de leurs parents dans un accident de voiture, Ruby et Rhett sont mis sous tutelle de la famille Glass, un couple d'amis de la famille. Peu après leur installation dans la maison des Glass, l'étrange comportement de Terry et Erin inquiète de plus en plus Ruby. 
Après quelques recherches, elle découvre que leurs tuteurs, endettés envers la mafia, tentent de profiter de l'héritage des enfants pour amasser de l'argent au détriment de leur style de vie et de leurs études.
Après une tentative avortée de fugue, Ruby et Rhett sont ramenés dans la maison des Glass. Erin, prétendant être diabétique, se drogue et coûte de l'argent au couple. En manque et alors que son mari est à la recherche de morphine médicale, Erin prend une dose mortelle de drogue. Alors qu'ils comprennent que leurs parents sont morts après que Terry eut piégé leur voiture le jour de l'accident, les deux enfants sont enfermés à la cave. De son côté, après avoir découvert le cadavre de sa femme, Terry sabote les freins de sa Jaguar en mettant les clés en évidence pour piéger Ruby et Rhett. Mais ce sont les mafieux qui déboulent, le bâillonnent et l'embarquent à bord de la voiture piégée qui finit par sortir de la route dans les collines de Malibu.
Alors que Ruby et Rhett s'éloignent de la maison, un policier les fait monter dans son véhicule. Ils arrivent sur le lieu de l'accident, l'agent s'approche de la Jaguar mais est tué par Terry, simplement blessé. Ce dernier, dans une ultime tentative d'assassiner les enfants, se fait écraser par la voiture de police conduite par Ruby.

## Fiche technique
- Titre original : The Glass House
- Titre français et québécois : La Prison de Verre
- Réalisation : Daniel Sackheim
- Scénario : Wesley Strick
- Musique : Christopher Young
- Direction artistique : Sarah Knowles
- Décors : Jon Gary Steele
- Costumes : Chrisi Karvonides-Dushenko
- Photographie : Alar Kivilo
- Son : Greg Orloff, Gary C. Bourgeois
- Montage : Howard E. Smith
- Production : Neal H. Moritz

Production déléguée : Michael Rachmil
Coproduction : Heather Lieberman
- Sociétés de production[1] : Original Film, avec la participation de Columbia Pictures
- Société de distribution :
  - États-Unis : Columbia Pictures, Sony Pictures Releasing
  - Canada : Sony Pictures Releasing
  - France : Columbia TriStar Films
- Budget : 30 millions de $[2]
- Pays d'origine :  États-Unis
- Langue originale : anglais, espagnol, grec
- Format[3] : couleur (DeLuxe) - 35 mm - 2,35:1 (Cinémascope) - son Dolby Digital | SDDS
- Genre : thriller, policier, drame
- Durée : 106 minutes
- Dates de sortie[4] :
  - États-Unis, Canada : 14 septembre 2001
  - Belgique : 10 octobre 2001
  - France : 23 janvier 2002
- Classification[5] :
  -  États-Unis : Accord parental recommandé, film déconseillé aux moins de 13 ans (PG-13 - Parents Strongly Cautioned)[Note 1].
  -  Canada : Les enfants de moins de 14 ans doivent être accompagnées d'un adulte (14A - 14 Accompaniment).
  -  France : Tous publics (visa d'exploitation no 103813 délivré le 28 janvier 2002)[6],[7].

Le film sera un gros succès au box office mondial à sa sortie, lié à une grosse campagne de promotion.

## Distribution
- Leelee Sobieski (VF : Alexandra Garijo) : Ruby Baker
- Diane Lane (VF : Christine Delaroche) : Erin Glass
- Stellan Skarsgård (VF : Gérard Rinaldi) :  Terrence "Terry" Glass
- Bruce Dern : Begleiter
- Kathy Baker : Nancy Ryan
- Trevor Morgan : Rhett Baker
- Chris Noth : Oncle Jack
- Michael O'Keefe : Dave Baker
- Vyto Ruginis : Don
- Gavin O'Connor : Whitey
- Rita Wilson : Grace Baker (non créditée)
- John Billingsley : Le moniteur auto-école (caméo)
- Erick Avari : Ted Ross, le banquier de Terry (caméo)
- Maia Danziger : L'assistante sociale

## Distinctions
En 2002, le film La Prison de verre a été sélectionné trois fois dans diverses catégories[pas clair] et n'a remporté aucune récompense.

### Nominations
- Prix des jeunes artistes 2002 :
  - Meilleur rôle masculin dans un film (Jeune acteur) pour Trevor Morgan.
- Taurus - Prix mondiaux des cascades 2002 :
  - Meilleure conduite pour Tim A. Davison, Norman Howell et Jim Wilke[Note 2],
  - Coup le plus dur pour Randy Hall[Note 3].

## Autour du film
La traduction du titre original — Glass House (« la maison de verre ») — en français fait disparaître le jeu de mots entre le nom de la famille d'accueil, les Glass, et la prison de « verre ».